# Passo San Jorio
Il passo San Jorio è un valico situato ad un'altitudine di 2.010 m s.l.m. che divide le Prealpi Luganesi dalle Alpi Lepontine.

## Descrizione
Collega la valle Albano e la valle San Jorio in provincia di Como con la valle Morobbia nel Canton Ticino (Svizzera). Sul versante italiano esiste una strada carrozzabile che porta in prossimità del passo, mentre il versante svizzero è servito da sentieri percorribili solamente a piedi e ciclabili.
Nei pressi del valico sorge una chiesetta di costruzione medievale dedicata a San Jorio e tre rifugi: il rifugio il Giovo situato sull'omonima sella a 1.714 m s.l.m. (attualmente chiuso e parzialmente trasformato in bivacco), il rifugio San Jorio sotto il passo a 1.980 m s.l.m. ed il rifugio Sommafiume nell'alta valle Albano a 1.784 m s.l.m., e sul versante svizzero sorge la capanna del Gesero.
Oggi il passo ha una valenza essenzialmente turistica, sia da parte italiana che svizzera. Una volta all'anno, la prima domenica di agosto, vi si svolge una manifestazione religiosa nella chiesetta ed una festa popolare che richiama un notevole afflusso da entrambe le parti, chiamata appunto "Incontro italo-svizzero". È divenuto meta anche di escursioni sia di trekking che di mountain bike. In passato però ha avuto una apprezzabile importanza anche economica e commerciale.

## Storia

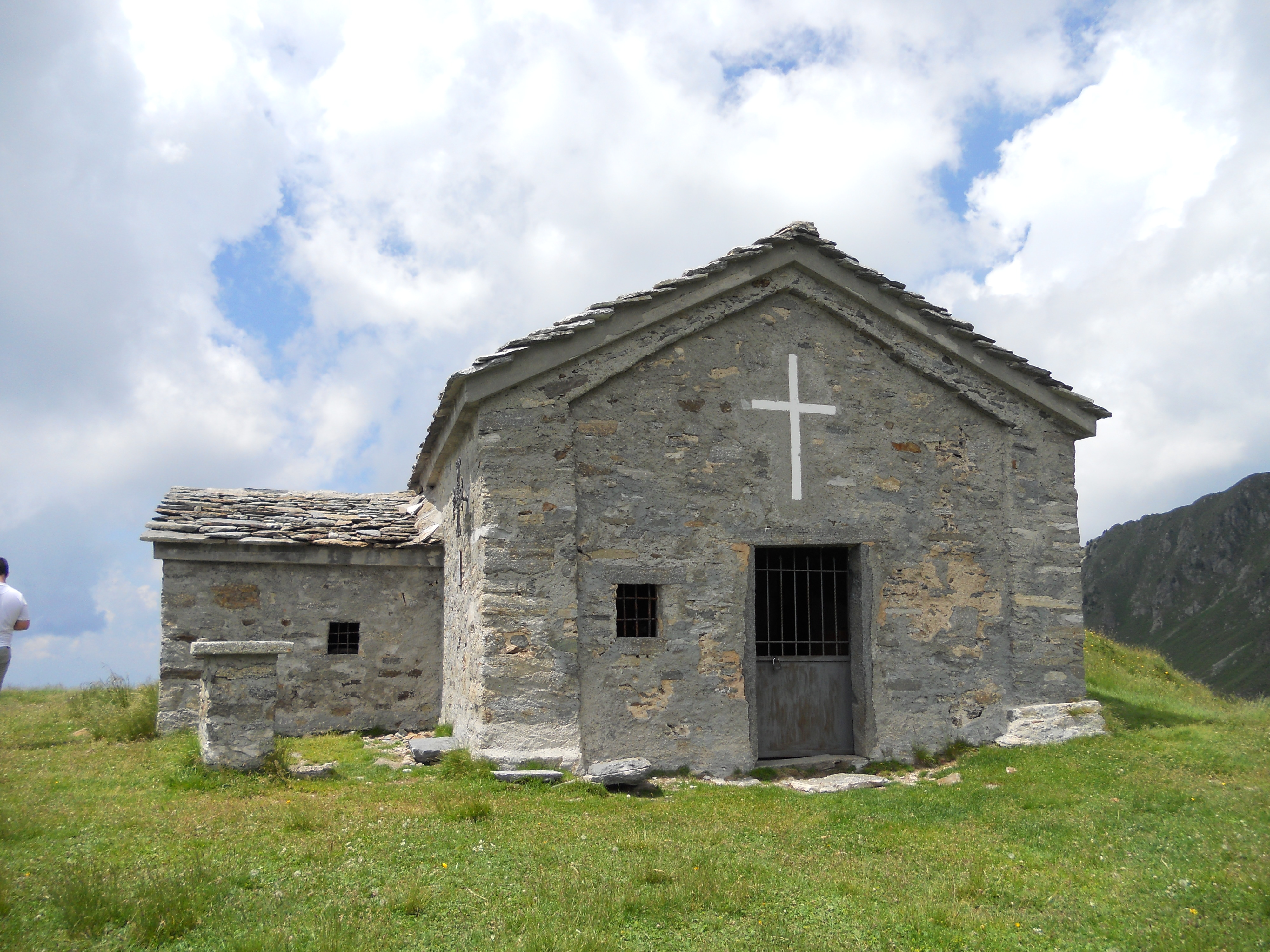
La chiesetta dedicata al santo poco sopra il passo

San Jorio ("Sant'Iori" in dialetto locale) non è un personaggio storico, ma la tradizione locale lo indica come un eremita che qui costruì la chiesetta e qui visse in preghiere ed in opere buone.
Nelle carte geografiche più antiche è indicato come Jori o Giori, il che fa pensare ad una derivazione dal Jovi latino (Giove). In epoca romana era consuetudine di porre lungo le percorrenze dei cippi propiziatori dedicati ad una divinità per un buon viaggio. La popolazione locale chiama la mulattiera che sale da Dongo e raggiunge il passo attraversando Germasino, Garzeno e le località montane col nome di strada Regina, così come la strada rivierasca che grosso modo costeggia la riva occidentale del lago di Como, e attribuisce la sua costruzione alla longobarda regina Teodolinda. La cosa è alquanto improbabile (alla regina sono attribuite molte opere nella zona: strade, ponti, basiliche), ma senza dubbio la tradizione attesta un'antica origine.
Dal versante italiano, si può raggiungere comodamente il passo sia dalla valle Albano che dalla valle San Jorio. Le due valli si ricongiungono in una sella chiamata Giuv (il Giovo). In questa voce si riconosce l'jugum delle strade romane. In epoca protostorica le vallate erano abitate, ma le fonti archeologiche escludono influssi reciproci. Le prime documentazioni datano l'epoca carolingia: in questo periodo e fino ai primi del Trecento, monaci dell'abbazia di Reichenau raggiungevano i loro possedimenti a Gravedona attraversando il passo per ritirare l'olio, le castagne e il vino.
A partire dall'inizio del XIII secolo, il passo assunse una notevole importanza e gli scambi tra i due versanti divennero intensi: nel 1220 Federico II concede ad Enrico II De Sacco, feudatario del Moesano, oltre alla contea del Blenio anche il monte di Dongo. Monte che divenne di dominio del vescovo di Milano Ottone Visconti e successivamente di Gian Galeazzo Visconti.
Per tutto il XV secolo sarà un alternarsi per il controllo di questo punto di traffico, soprattutto del ferro che veniva estratto nelle valli e dei prodotti del lago, per la riscossione dei pedaggi dei commerci a lunga distanza e per il passaggio di truppe. Gian Giacomo Trivulzio nuovo signore di Mesocco fino al 1518 si impossesserà anche del Castello di Musso, allo sbocco della valle Albano sul lago di Como, dove trasferirà la sua zecca e costruirà un apposito forno per la lavorazione del ferro.

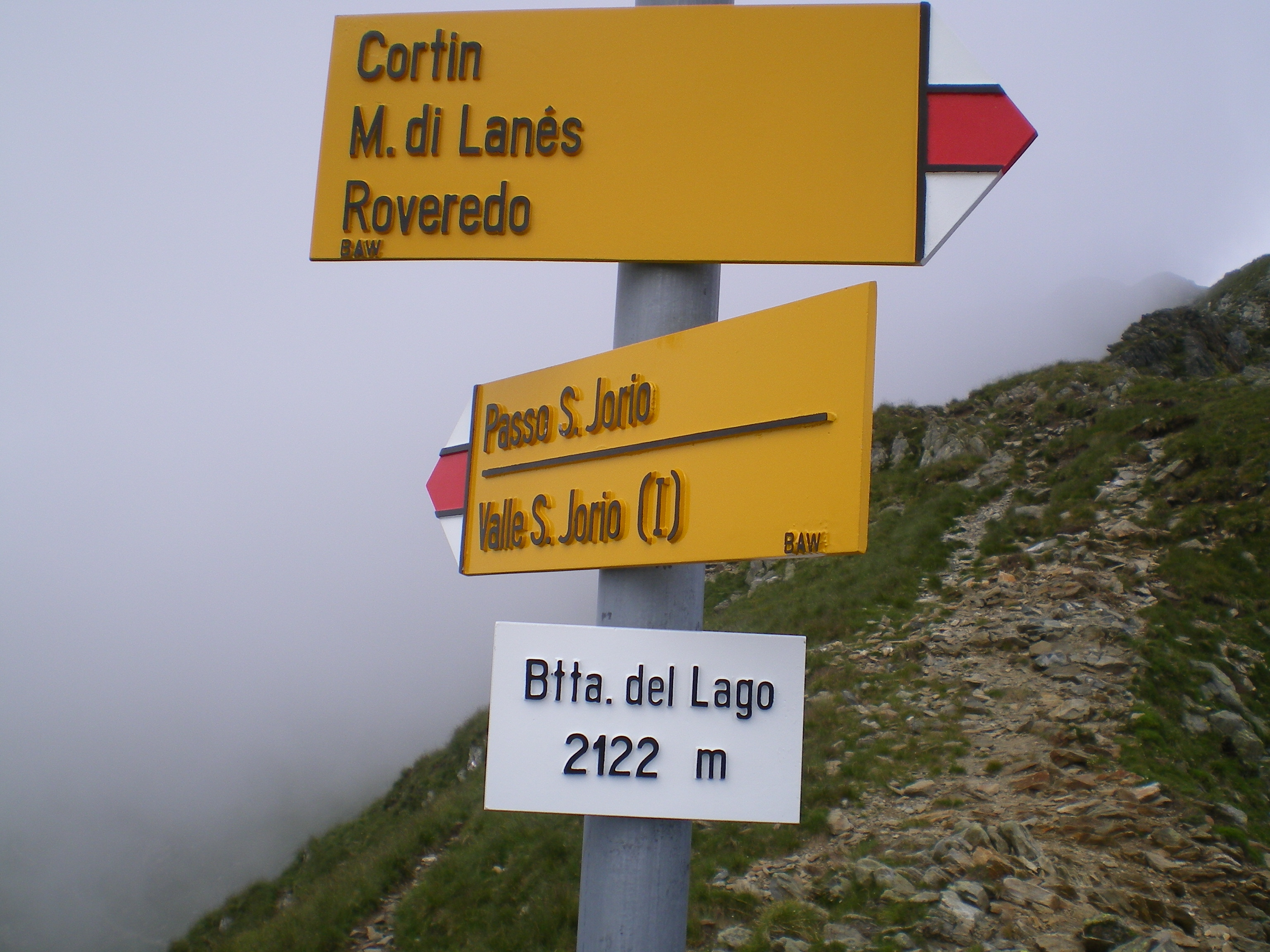
I cartelli indicatori del passo presso la bocchetta del lago, sull'Alta Via del Lario

Nel XVI secolo la strada del San Jorio venne anche descritta. Leonardo da Vinci nel suo Codice Atlantico ne fa un accenno: "... le montagne di Lecco e di Gravidonia, inverso Bellinzona ...", lasciando il sospetto che possa averla percorsa.
Alberto Vignati all'inizio del Cinquecento conferma la distanza di 16 miglia tra Dunc e Berinzona, al passo vi si può accedere anche da Gravadona, il numero di cavalli che possono alloggiare in ciascuna stazione intermedia e le distanze intercorrenti.
Anche il vescovo di Como Feliciano Ninguarda visitò la chiesetta nel 1593 negli anni della Controriforma cattolica. Per salire al passo si può accedere dalla via "men mala" di Brenzio o dalla più difficoltosa di Garzeno. Pochi giorni prima della sua visita, due mercanti del Monferrato vennero assassinati e spogliati dei beni. Il passo via via cadde in disgrazia e, nonostante una risistemazione nel 1773, andò progressivamente in disuso (da Bellinzona, le merci viaggiavano infatti stabilmente in direzione del Lago Maggiore percorrendo la strada per Magadino, dal 1751 resa decisamente più agevole e meno tortuosa). Venne utilizzato anche recentemente, solo per traffici locali. I mandriani vi accedono per raggiungere i mercati di Dongo, di Gravedona o di Bellinzona.
Negli anni del Risorgimento vide il passaggio di clandestini ricercati. Il 29 ottobre 1848 si dispersero i superstiti della colonna del generale Giacomo Medici che stava raggiungendo Como da Bellinzona.
Prima e, soprattutto, durante la prima guerra mondiale il passo fu un presidio strategicamente importante della Frontiera Nord, il sistema difensivo italiano verso la Svizzera impropriamente noto come "linea Cadorna". Dopo l'armistizio di Cassibile molti sbandati lo attraversarono per cercare rifugio in Svizzera e successivamente anche i numerosi contrabbandieri. Per questo vennero costruite le caserme della Guardia di Finanza che ora sono state trasformate in rifugi alpini.